# 2017년 미스코리아
2017년 미스코리아는 2017년 7월 7일 서울특별시 유니버셜 아트센터에서 열린 61번째 미스코리아 선발대회이다. MBC 플러스(MBC 에브리원 · MBC 뮤직)으로 중계하여, 오현경, 토니안, 김정근이 MC를 맡았다.

## 수상자
- 진(眞) : 서재원 (경기)
- 선(善) : 이한나 (필리핀), 정다혜 (서울)
- 미(美) : 김사랑 (서울), 이수연 (경북), 남승우 (서울)